# Station Pederstrup
Station Pederstrup is een spoorweghalte in Pederstrup in de  Deense gemeente Faaborg-Midtfyn. Het station werd geopend op 12 juli 1876. Het oorspronkelijke stationsgebouw is in 2006 gesloopt. Sindsdien is er enkel een abri.